# Rzucewo
Rzucewo (deutsch Rutzau, kaschubisch Rzucewò) ist ein Dorf in der  Landgemeinde Puck im Kreis Puck in der polnischen Woiwodschaft Pommern.

## Geographische Lage
Das Dorf liegt südöstlich der Stadt Puck am südöstlichen Rand der Landgemeinde Puck auf der Putziger Kämpe.

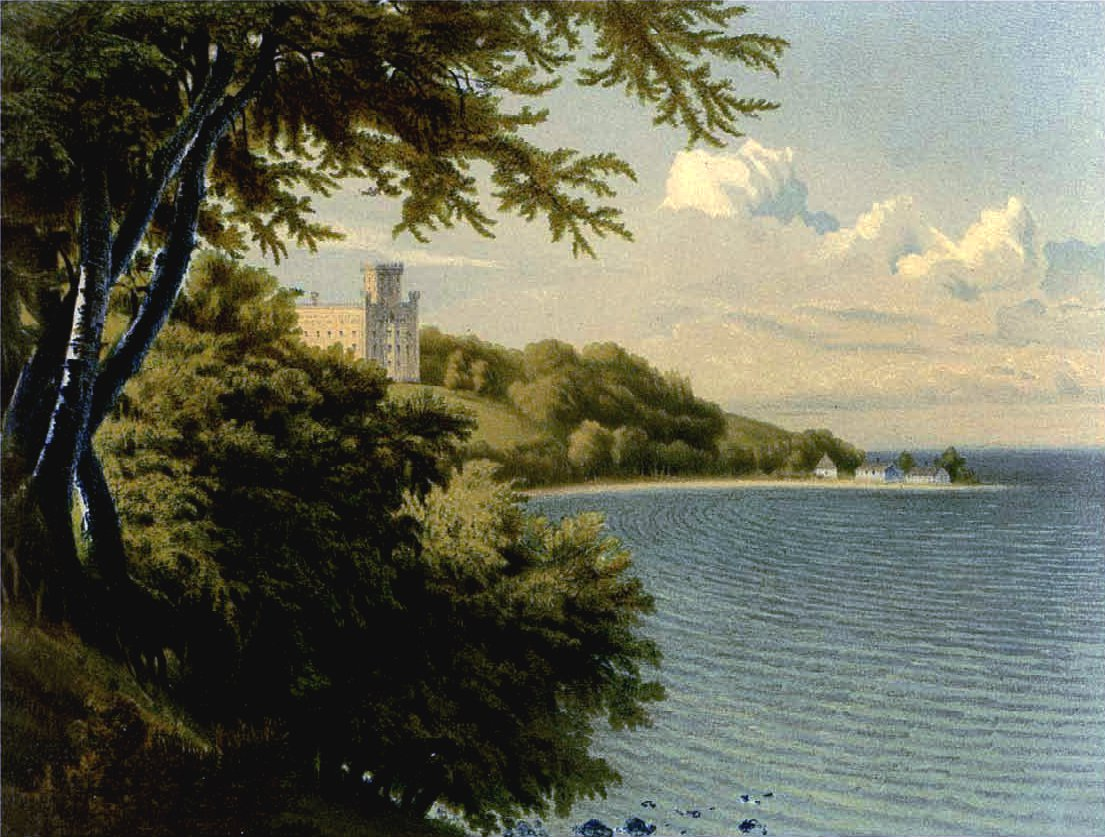
Schloss Rutzau, Sammlung Duncker

## Persönlichkeiten
- Karl von Below (1821–1871), Rittergutsbesitzer, in Rutzau verstorben